# Neunkart
Neunkart, auch Fett und Mager, war ein traditionelles norddeutsches Kartenspiel, das mit 36 Blatt des französischen Bildes gespielt wurde.

## Geschichte
Das Spiel wird erst 1800 als Neegenkaart und Fett un Mager von Johann Friedrich Schütze im Holsteinschen Idiotikon erwähnt. Dabei erscheint es als "ein Lieblingskartenspiel holsteinischer Bürger und Bauern." Jeder bekommt 9 Blatt und es gab eine Trumpffarbe. Die ersten, "höher bezahlten" Stiche heißen "die Fetten" und die letzten, nur halbwertigen Stiche "die Magern".
Das Spiel wurde auch Negenkaart genannt. Um 1865 war es neben dem Brausbart, Dreikart, Fünfkart, Fips, Karnüffel, Scherwenzel, Hahnrei und anderen eins der vielen Kartenspiele, die um die Weihnachtszeit von den Bauern gespielt wurden.
Um 1890 wurde es neben Dreekort von den Bauern in der Region Eiderstedt noch gespielt. Heute scheint es ausgestorben zu sein.